# 中村彼方
中村彼方，日本作詞家。另外以「KANATA」的名義作詞。

## 作品
- （2009年3月4日，LOVE DIVING）
- （2009年6月17日，K-ON!）
- Maddy Candy、Hell The World（2009年8月12日，DEATH DEVIL）
- 、GENOM（2010年6月23日，DEATH DEVIL）
- Genie（2010年9月8日，少女時代）
- （2010年9月29日，CONNECT）
- Gee（2010年10月20日，少女時代）
- So today...（2010年11月17日，FTisland）
- Run Devil Run（2011年1月25日，少女時代）
- Billions of You（2011年3月16日，瀧與翼）
- PRESENTER（2011年5月25日，堀江由衣）

## 外部連結
- （日語） 詐称記録，網誌。
- 中村彼方的X（前Twitter）